# Castel Thun
Castel Thun (Burg Thun in tedesco) è un monumentale fabbricato di origine medievale, fra i meglio conservati del Trentino e da sempre destinato a sede principale della potente famiglia dei conti Thun. Sorge nel territorio comunale di Ton, in Val di Non. Da sabato 17 aprile 2010, dopo 18 anni di lavori di restauro, Castel Thun è visitabile dal pubblico.

## Storia

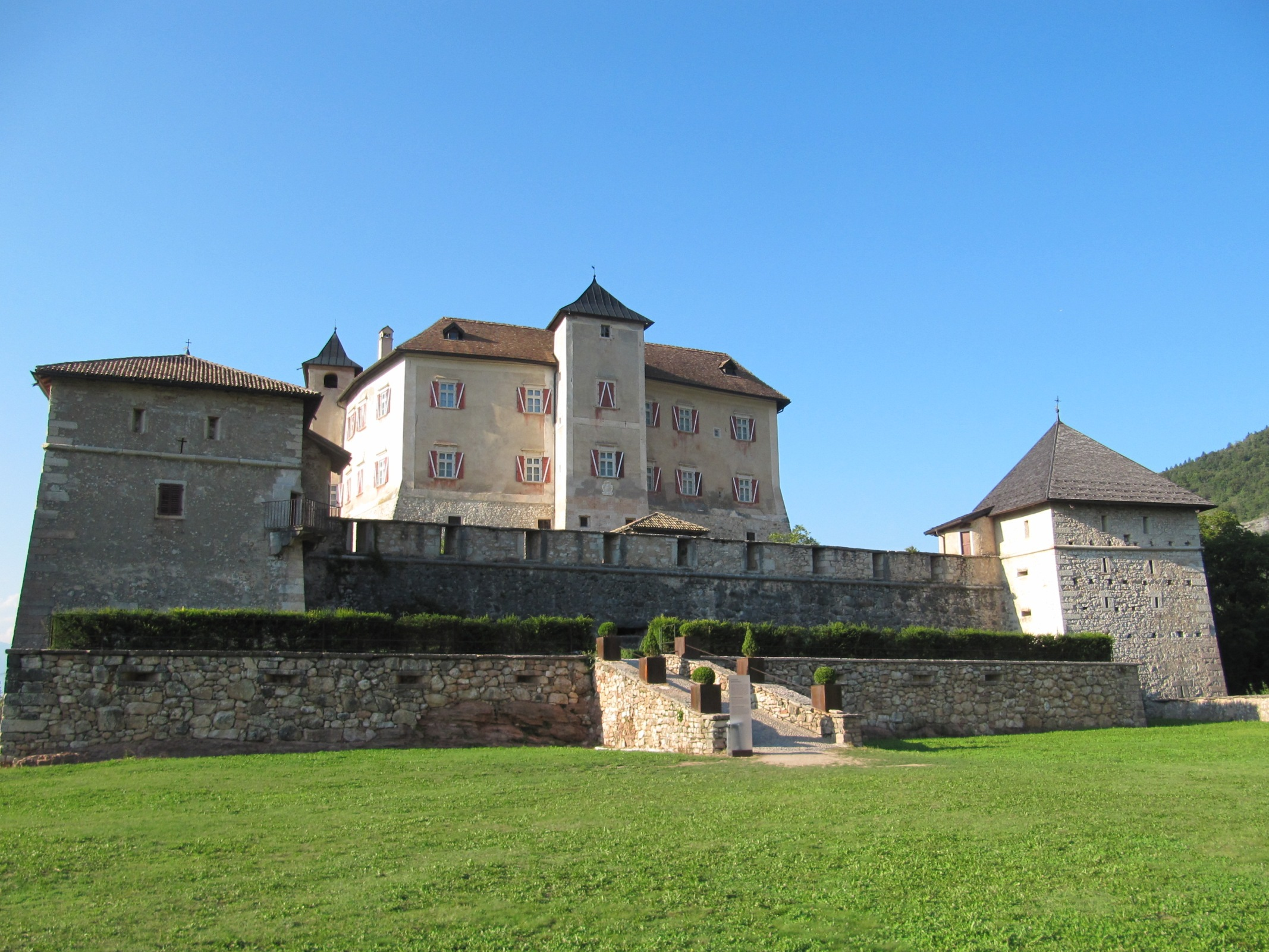
Una vista panoramica del castello

Il castello si chiamava in origine Castel Belvesino, dal nome del dosso su cui era stato eretto. Prese poi il nome della famiglia titolare, i Tono, che tedeschizzarono il cognome in Thun. Fu più volte danneggiato da incendi, durante uno dei quali, nel 1569, perse la vita Sigismondo Thun, oratore imperiale al Concilio di Trento.

### Storia della famiglia Thun

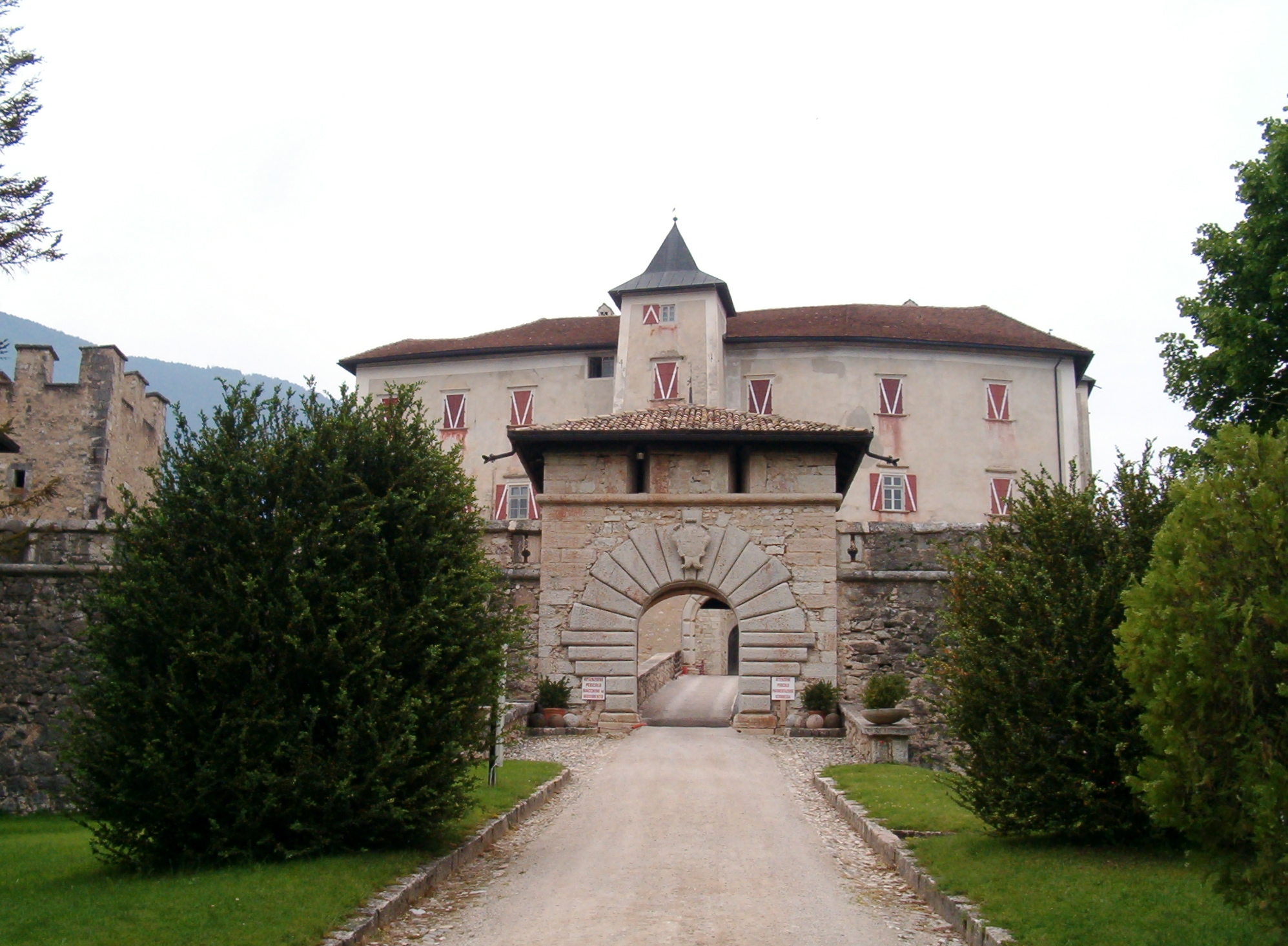
L'ingresso al castello

Imponente e austero, ma dotato al tempo stesso di una speciale eleganza, il castello rispecchia il carattere dell'omonima stirpe trentina che vi stabilì la propria sede intorno alla metà del XIII secolo. Già al tramonto del Medioevo i Thun estesero i loro domini su gran parte delle valli del Noce, incorporando castelli e giurisdizioni. Da allora rimasero una delle più potenti famiglie feudali della regione, dividendosi in numerosi rami, uno dei quali si radicò in Boemia, dove nel 1629 acquisì, per tutto il casato, il predicato di Thun-Hohenstein e il titolo di conti dell'impero. A tutt'oggi, diverse linee della famiglia vivono tra Austria, Repubblica Ceca, Repubblica Slovacca, Italia (in particolare Bolzano e Milano).

### Storia del castello
Il maniero sorge in cima al colle sopra il paese di Vigo di Ton, in posizione panoramica rispetto all'intera Val di Non. I Thun ne entrarono in possesso mediante un'investitura da parte dei Principi Vescovi di Trento nel 1267. Il castello, costituito da torri, mura, bastioni e fossato, deve l'attuale aspetto alle modifiche intraprese nel Cinquecento e nel Seicento. Al 1566 risale la Porta Spagnola attraverso la quale si accede al ponte levatoio e al primo cortile, costruita in stile moresco, si racconta, dopo un viaggio in Spagna di Giorgio Thun. L'ambiente più famoso è la secentesca Stanza del Vescovo, interamente rivestita di legno di cirmolo, con soffitto a cassettoni e stufa in maiolica.
I Thun dimorarono nel castello fino alla morte del conte Zdenko Franz Thun Hohenstein, avvenuta nel 1982.

### Luogo
Castel Thun si trova all'ingresso della Val di Non, un ampio altopiano solcato dal torrente Noce, nel comune di Ton.

### Castel Thun oggi
Nel 1992 la Provincia autonoma di Trento ha comperato Castel Thun, provvedendo al suo restauro e alla catalogazione degli arredi e della ricca biblioteca, nonché all'inventariazione dell'archivio di famiglia.
A partire dal 17 aprile 2010, a conclusione dei lavori di restauro, il castello è visitabile. Costituiscono una grande attrazione per i visitatori gli arredi del castello, utili per restituire l'immagine di una dimora utilizzata lungo i secoli fino alla seconda metà del Novecento.
Il castello è diventato la quarta sede del museo Castello del Buonconsiglio. Monumenti e collezioni provinciali (assieme al Castello del Buonconsiglio di Trento, a Castel Beseno di Besenello e al Castello di Stenico di Stenico). Il museo ne cura l'apertura e le attività correlate. Il 14 giugno 2011 venne firmato a Castel Thun dai presidenti delle province autonome di Trento e Bolzano e dal governatore del Tirolo austriaco l'atto di fondazione dell'Euregio Tirolo-Alto Adige-Trentino.